# (33224) Lesrogers
1998 FG114 (asteroide 33224) é um asteroide da cintura principal. Possui uma excentricidade de 0.06446890 e uma inclinação de 8.27949º.
Este asteroide foi descoberto no dia 31 de março de 1998 por LINEAR em Socorro.